# Komatiïta

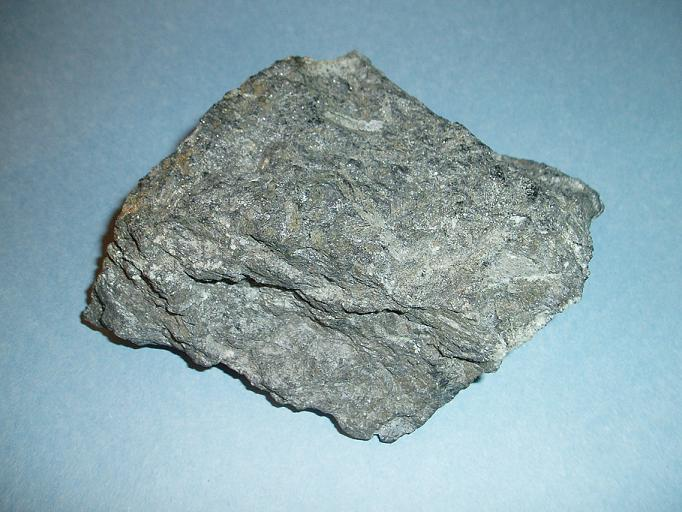
Komatiïta de l'Abitibi greenstone belt Ontario, Canadà. espècimen de 9 cm d'amplada. Són visibles cristalls d'oliví.

La komatiïta és un tipus de roca ultramàfica volcànica del mantell terrestre. Les komatiites tenen baix contingut de silici, potassi i alumini, i alt o extremadament alt de magnesi. La komatiïta rep el seu nom de la localitat tipus del riu Komati a Sud-àfrica.
Les autèntiques komatiïtes són molt rares i restringides a roques de l'Arqueà i poques són del Proterozoic, del Fanerozoic del Mesozoic).

## Petrologia
El magmes de composició amb komatiïtes tenen un molt alt punt de fusió, amb temperatures d'erupció calculades en més de 1.600 °C.
La lava komatiítica és extremadament fluida durant l'erupció (tenint una viscositat propera a la de l'aigua però amb la densitat d'una roca).

## Mineralogia
La mineralogia de les komatiïtes està composta d'oliví forsterític (Fo90 i més), piroxè càlcic i sovint de crom anortita (An85 i cap endavant) i cromita.